# 雅達利XE電子遊戲系統
雅達利XE電子遊戲系統（多簡稱為XEGS、雅達利XEGS），是美國電子遊戲機及個人電腦製造商雅達利於1987年在北美地區發行的8位元家用遊戲機，為雅達利家用電腦雅達利65XE的衍生機型。
雅達利XE電子遊戲系統同時具備了個人電腦和電子遊戲機機能，能搭配搖桿或鍵盤使用，並向下相容於大部分雅達利8位元電腦系列平臺之軟體。雅達利將主機分為兩種零售版本，基礎版本僅同捆搖桿，豪華版本則同捆了搖桿、鍵盤和光線槍。
雅達利XE電子遊戲系統除了有《Barnyard Blaster》及《Bug Hunt》等新作品外，也有《拳擊之夜》、《淘金者》、《死靈》及《滾球大戰》等卡帶移植作品。

## 歷史
1984年7月，傑克·特拉米爾自華納通訊手中買下了雅達利；雅達利之後陸續推出了雅達利7800（1986年1月發行）以及雅達利2600 Jr.（1986年間發行，為雅達利2600之衍生機型）兩部家用遊戲機。雅達利XE電子遊戲系統則是以雅達利8位元電腦系列中的雅達利65XE機型為基礎修改而來，可作為獨立家用電腦使用，並相容於為其他同系列平臺設計的配件及軟體。時任雅達利行銷總監尼爾·哈里斯（Neil Harris）於1987年5月向雅達利社群說明雅達利XE電子遊戲系統的開發計畫時表示，雅達利期望透過XE電子遊戲系統整合電子遊戲機和個人電腦機能的設定使零售商願意更積極宣傳產品，同時成為消費者的入門首選，藉此擴展其8位元硬軟體市場。
雅達利XE電子遊戲系統於1987年秋天發售，與雅達利2600 Jr.以及雅達利7800共同競爭，三者也同時在雅達利的產品宣傳印刷品中出現。
由於缺乏相關資料，雅達利XE電子遊戲系統的確切銷量無法得知；不過根據1988年的一則報導顯示，雅達利XE電子遊戲系統之銷量截至1987年底至少達10萬部。

## 硬體

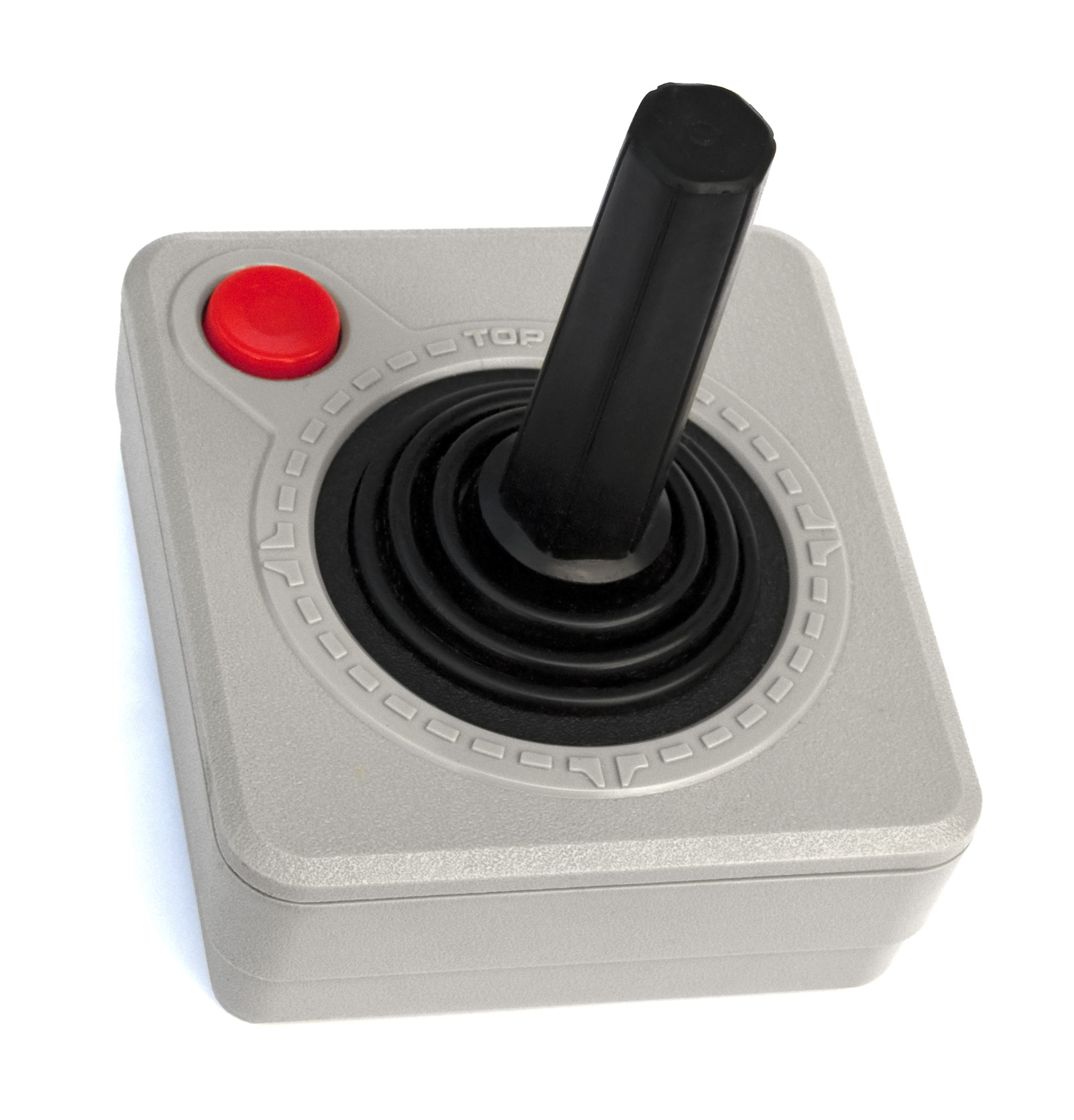
雅達利XE遊戲系統搖桿
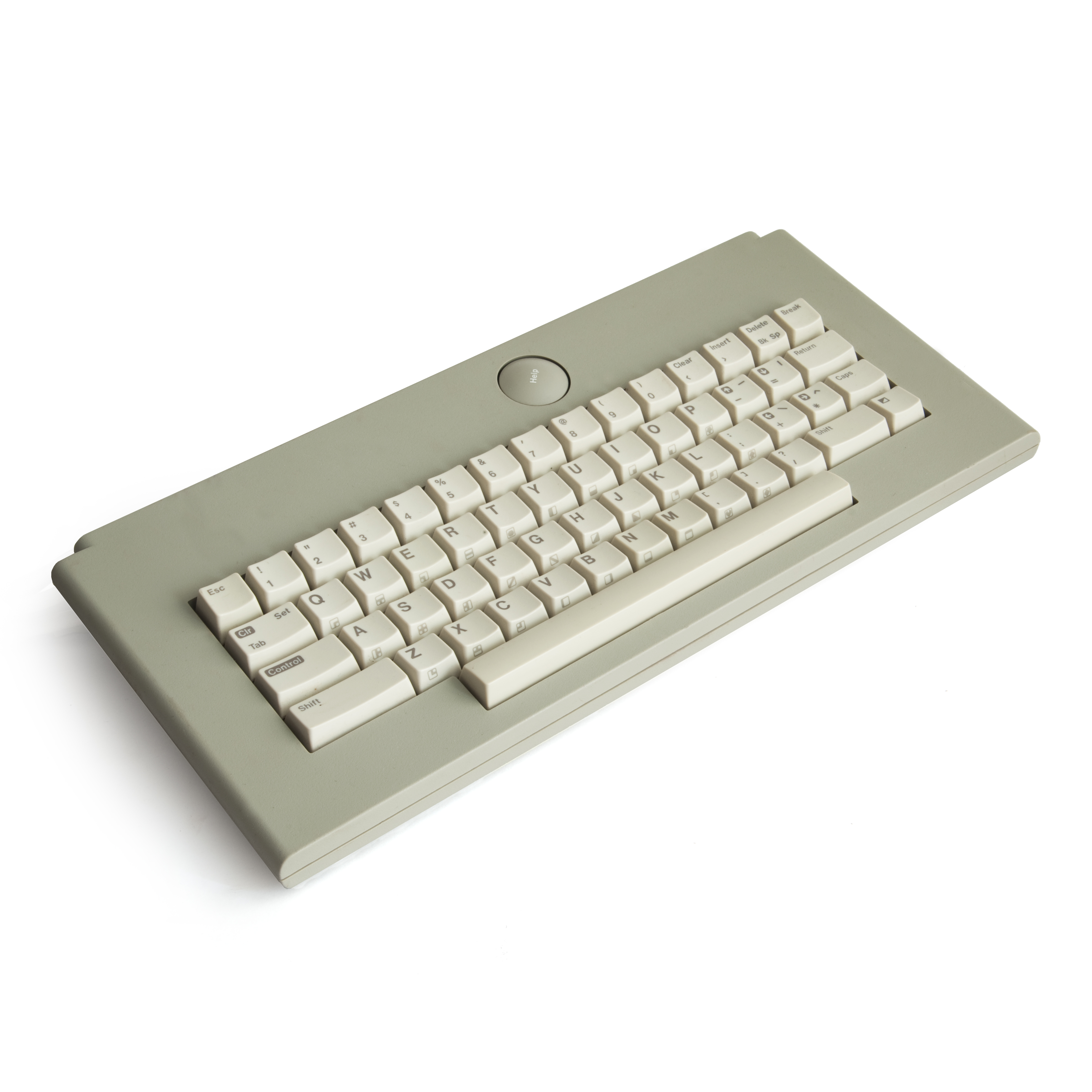
雅達利XE遊戲系統鍵盤
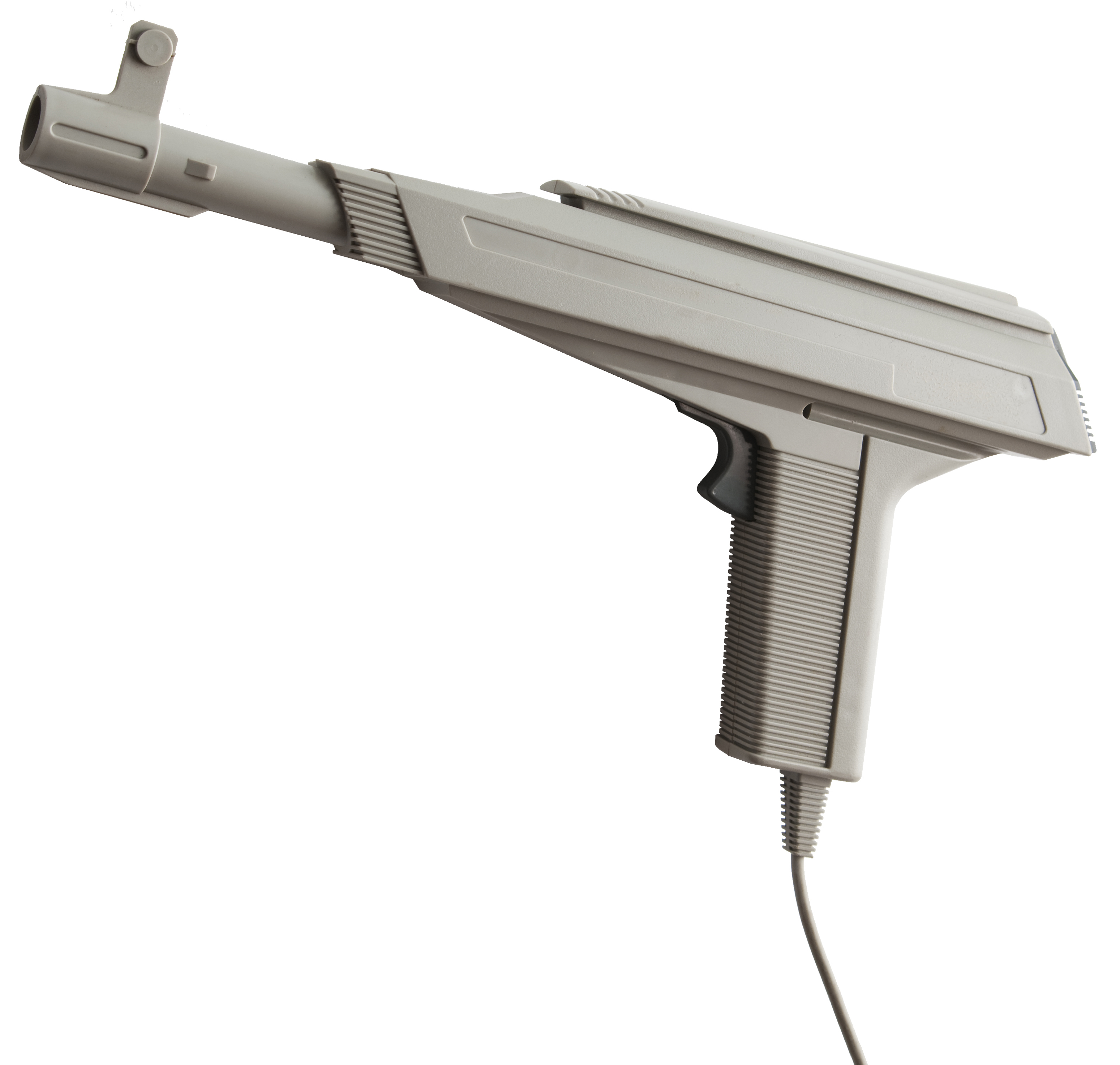
雅達利XE遊戲系統光線槍（XG-1）

雅達利將雅達利XE電子遊戲系統主機分為兩種零售版本，基礎版本僅同捆搖桿，豪華版本則同捆了搖桿、鍵盤和光線槍（XG-1）。鍵盤和光線槍配件也在北美地區以外以獨立配件形式銷售。XG-1光線槍是雅達利首款官方光線槍，與雅達利2600與雅達利7800相容。
雅達利XE電子遊戲系統同時也相容於大部分的雅達利8位元電腦配件，包括軟碟機、數據機及印表機等。

## 遊戲陣容
雅達利XE電子遊戲系統同捆了自有8位元版本的《飛彈指揮官》，鍵盤配件則同捆了subLOGIC研發的模擬飛行II。由於雅達利XE電子遊戲系統向下相容同系列平臺大部分8位元軟體，許多號稱為雅達利XE電子遊戲系統開發的遊戲事實上只經過重新包裝便再度上市了；有些作品甚至直接在包裝上加上「支援雅達利XE電子遊戲系統」字樣了事。